# La Faim du monde (film, 1979)
Pour le film de Paul Grimault, voir La Faim du monde.
Pour plus de détails, voir Fiche technique et Distribution.
La Faim du monde est un film documentaire franco-algérien réalisé par Théo Robichet, sorti en 1981.

## Synopsis
La dépendance alimentaire des pays du Tiers monde imposée par les stratégies économiques et politiques des pays grands producteurs et exportateurs de céréales.

## Fiche technique
- Titre : La Faim du monde
- Réalisation : Théo Robichet
- Photographie : Jean Monsigny
- Son : Olivier Schwob
- Montage : Bernard Favre
- Production : Soleil O - Radio Télévision algérienne
- Pays d'origine : France - Algérie
- Durée : 105 minutes
- Date de sortie : 
  - France : 7 janvier 1981